# Mjövattenssjön
Mjövattenssjön är en sjö i Munkedals kommun i Dalsland och ingår i Örekilsälvens huvudavrinningsområde. Sjön är 8,2 meter djup, har en yta på 0,177 kvadratkilometer och befinner sig 116,9 meter över havet.

## Delavrinningsområde
Mjövattenssjön ingår i det delavrinningsområde (649049-126592) som SMHI kallar för Mynnar i Viksjön. Medelhöjden är 120 meter över havet och ytan är 17,53 kvadratkilometer. Det finns inga avrinningsområden uppströms utan avrinningsområdet är högsta punkten. Vågsätersbäcken som avvattnar avrinningsområdet har biflödesordning 3, vilket innebär att vattnet flödar genom totalt 3 vattendrag innan det når havet efter 14 kilometer. Avrinningsområdet består mestadels av skog (70 procent). Avrinningsområdet har 2,1 kvadratkilometer vattenytor vilket ger det en sjöprocent på 12 procent.